# Multiplikative Methode
Die multiplikative Methode ist ein Schema, nach dem Hash-Funktionen entwickelt werden können. Dabei wird das Produkt des Schlüssels mit einer Zahl {\displaystyle A} gebildet und der ganzzahlige Anteil abgeschnitten, so dass der Schlüssel in das Intervall {\displaystyle [0,1]} abgebildet wird. Das Ergebnis wird mit der Anzahl der Hashtabellenadressen {\displaystyle m} multipliziert und nach unten abgerundet. In Formelschreibweise ist eine Hash-Funktion {\displaystyle h}, die die multiplikative Methode implementiert, definiert als:
{\displaystyle h(k)=\left\lfloor m\cdot \left(kA{\bmod {1}}\right)\right\rfloor =\left\lfloor m\cdot \left(kA-\left\lfloor kA\right\rfloor \right)\right\rfloor ,\qquad 0<A<1}

## Algorithmus
Entscheidend für die Verteilung der Schlüssel auf den Adressbereich der Hashtabelle ist bei dieser Methode die Wahl von {\displaystyle A}, die unabhängig von der Wahl von {\displaystyle m} ist. In der Literatur wird der Goldene Schnitt für eine gute Wahl von {\displaystyle A} vorgeschlagen, mit dem in der Praxis mit vielen typischen Eingabedaten die Verteilung der Hash-Werte der Schlüssel nahezu gleichverteilt ist. Wird diese Zahl verwendet, so nennt man die resultierende Hash-Funktion auch den Fibonacci-Hash.
{\displaystyle A=\Phi ^{-1}={\frac {{\sqrt {5}}-1}{2}}\approx 0{,}6180339887\ldots }
Die multiplikative Methode lässt sich als Verallgemeinerung der Divisionsrestmethode sehen.
Setzt man {\displaystyle A={\frac {1}{m}}}, so ist
{\displaystyle h(k)=\left\lfloor m\left(k{\frac {1}{m}}-\left\lfloor k{\frac {1}{m}}\right\rfloor \right)\right\rfloor =\left\lfloor m\left(\left(k{\frac {1}{m}}\right)\ {\bmod {\ }}1\right)\right\rfloor =\left\lfloor m{\frac {(k\ {\bmod {\ }}m)}{m}}\right\rfloor =k\ {\bmod {\ }}m}
In der Theorie des Hashens wird durch die Gleichverteilung der Schlüssel auf die Adressen der Hashtabelle üblicherweise versucht, die Schlüssel gleichmäßig auf die Tabelle zu verteilen und dadurch eine Minimierung von Kollisionen zu erreichen.
Die Gleichverteilung ist ein Zufallsexperiment mit der Wahrscheinlichkeit {\displaystyle P(\omega )={\frac {1}{n}}}, wenn {\displaystyle \omega } ein Elementarereignis ist und {\displaystyle n} die Anzahl der Elementarereignisse, z. B. der Münzwurf {\displaystyle p={\frac {1}{2}}} oder der Würfel {\displaystyle p={\frac {1}{6}}}.
Der Goldene Schnitt ist eine irrationale Zahl, d. h. sie ist aus {\displaystyle \mathbb {R} \setminus \mathbb {Q} }, und er erreicht eine gute Verteilung der Schlüssel auf den Adressbereich der Hashtabelle durch folgende Eigenschaft von irrationalen Zahlen:
Sei {\displaystyle A} eine irrationale Zahl. Platziert man die Punkte {\displaystyle A-\lfloor A\rfloor ,2A-\lfloor 2A\rfloor ,3A-\lfloor 3A\rfloor ,\ldots ,nA-\lfloor nA\rfloor } in das Intervall {\displaystyle [0,1]}, dann haben die {\displaystyle n+1} Intervallteile höchstens drei verschiedene Längen. Außerdem fällt der nächste Punkt, {\displaystyle (n+1)A-\lfloor (n+1)A\rfloor }, in einen der größten Intervallteile.
Jeder periodische Dezimalbruch bzw. Dualbruch stellt eine rationale Zahl dar. Natürliche oder rationale Zahlen mit endlich vielen Stellen, z. B. {\displaystyle {\frac {1}{2}}=0{,}5} sind 0-periodisch, d. h. man setzt die restlichen unendlichen Stellen gleich 0.
Jede irrationale Zahl lässt sich nur durch einen nicht periodischen unendlichen Dezimalbruch bzw. Dualbruch darstellen. Ist {\displaystyle A} aus {\displaystyle \mathbb {R} \setminus \mathbb {Q} }, so lässt es sich als Grenzwert eines {\displaystyle b}-{\displaystyle a}-dischen Bruches darstellen.
Die Gleichverteilung und der Goldene Schnitt lassen sich somit nur näherungsweise durch Algorithmen errechnen.

## Bewertung
Die Gleichverteilung erreicht man nur unzureichend, und dadurch werden die Schlüssel, gerade von gut sortierten Mengen (z. B. 1, 2, 3, ..), ungleichmäßig auf die Hashtabelle verteilt, was lange Ketten und leere Adressplätze zur Folge haben kann und damit einen langsameren Zugriff auf die Daten.
Den Goldenen Schnitt kann man auf beliebig viele Stellen genau berechnen und damit gut annähern, hat jedoch das Problem, dass gleichverteilte Mengen nicht optimal auf die Hashtabelle verteilt werden, da nach dem Satz von Vera Turan Sós nur gut sortierte Mengen optimal zwischen {\displaystyle [0,1]} verteilt werden.
Da man allgemein in der Praxis weder gleichverteilte noch sortierte Mengen vorfindet, ist der Goldene Schnitt eine gute Wahl für die multiplikative Methode.
Lum, Yuen und Dodd haben das Verhalten unterschiedlicher Hashfunktionen miteinander verglichen und stellten fest, dass die Divisionsrestmethode statistisch keine schlechteren Resultate als andere Hash-Funktionen liefert.

## Implementierung
Sei beispielsweise {\displaystyle A=s/w=({\sqrt {5}}-1)/2=0.6180339887} mit {\displaystyle w=2^{32}}. Dann ist {\displaystyle s=2654435769}.
Dann lautet die zugehörige multiplikative Hash-Funktion {\displaystyle h}
{\displaystyle h(k)=\left\lfloor m({\frac {ks}{w}}{\bmod {1}})\right\rfloor =\left\lfloor m{\frac {ks{\bmod {w}}}{w}}\right\rfloor }
wobei {\displaystyle m} mit {\displaystyle 0<m<2^{32}-1} die Hashtablegröße und {\displaystyle k} mit {\displaystyle 0\leq k<2^{32}} einen Schlüsselwert bezeichnen.
Eine allgemeine Implementierung in der Programmiersprache C:
```
#include
 
<stdio.h>

#include
 
<stdlib.h>

#include
 
<math.h>

#include
 
<inttypes.h>

static
 
const
 
double
 
s
 
=
 
2654435769.0
,
  
w
 
=
 
4294967296.0
;

uint32_t
 
mult_hash
(
uint32_t
 
k
,
 
uint32_t
 
m
)

{

  
return
 
(
uint32_t
)
 
floor
(
 
(
 
(
double
)
 
m
 
*
 
fmod
(
 
s
 
*
 
(
double
)
 
k
,
 
w
)
 
)
 
/
 
w
 
);

}

int
 
main
(
int
 
argc
,
 
char
 
**
argv
)

{

  
uint32_t
 
l
 
=
 
mult_hash
(
atoi
(
argv
[
1
]),
 
1024
);

  
printf
(
"%"
 
PRIu32
 
"
\n
"
,
 
l
);

  
return
 
0
;

}

```

Wählt man {\displaystyle m=2^{i}} als Zweierpotenz, so lässt sich der Algorithmus wesentlich effizienter Implementieren:
```
#include
 
<stdio.h>

#include
 
<stdlib.h>

#include
 
<math.h>

#include
 
<inttypes.h>

static
 
const
 
uint32_t
 
s
 
=
 
2654435769
;

uint32_t
 
mult_hash
(
uint32_t
 
kk
,
 
uint32_t
 
i
)

{

  
uint64_t
 
k
 
=
 
kk
;

  
uint64_t
 
t
 
=
 
s
 
*
 
k
 
&
 
0x00000000FFFFFFFF
;

  
return
 
t
 
>>
 
(
32
 
-
 
i
);

}

int
 
main
(
int
 
argc
,
 
char
 
**
argv
)

{

  
uint32_t
 
l
 
=
 
mult_hash
(
atoi
(
argv
[
1
]),
 
10
);

  
printf
(
"%"
 
PRIu32
 
"
\n
"
,
 
l
);

  
return
 
0
;

}

```